# 和歌山県道802号太地新宮自転車道線
和歌山県道802号太地新宮自転車道線（わかやまけんどう802ごう たいじしんぐうじてんしゃどうせん）は、和歌山県東牟婁郡太地町太地から同県新宮市新宮に至る県道。太平洋岸自転車道を構成する自転車道の1つ。
和歌山県の県道の中では自転車道は800番台となっている。
1989年（平成元年）から工事が進められたが、休工を経て2018年から整備が再開した。道路の途中に休憩所が1つある。

## 概要
過去に計画された太平洋岸自転車道の一環として、太地町と新宮市を結ぶ自転車道を平成元年に着工を開始した。1992年には三軒家トンネルが開通するなど進展したが、用地取得が難航し平成十年の和歌山県公共事業再評価委員会で、一時休止となった。
その後、自転車活用推進法に基づき制定された和歌山県の自転車活用推進計画により2018年に整備が再開した。翌年、自転車歩行者専用であることを示すブルーラインを敷設した新しい区間の供用が開始された。

### 路線データ
- 起点：和歌山県東牟婁郡太地町太地
- 終点：和歌山県新宮市新宮
- 距離：25.3km（予定）

## 路線状況

### 道路施設

#### トンネル
- 三軒家トンネル
  - 1992年5月
  - 和歌山県
  - 延長：141.0m　
  - 幅:：3.0m
  - 高：2.5m
  - 施工：阪神土木工業株式会社

## 地理

### 通過する自治体
- 東牟婁郡
  - 太地町
  - 那智勝浦町
- 新宮市